# Davy O'List
David O'List, detto Davy (Londra, 13 dicembre 1948), è un chitarrista, cantante, trombettista e compositore britannico.
È noto soprattutto come cofondatore, alla fine degli anni sessanta, del gruppo di rock psichedelico e progressivo The Nice.

## Biografia
O'List trascorse la sua infanzia a Chiswick, nel West London: i genitori erano entrambi attori e suo padre suonava anche la chitarra. Dopo la St. Mark's Church of England School a Fulham, frequentò il Royal College of Music di Kensington dove per quattro anni studiò tromba e pianoforte. Quando nel 1964 scoprì il primo album dei Rolling Stones, si appassionò alla chitarra e presto si unì a un gruppo amatoriale di rhythm and blues. Superati gli esami al RCM, ottenne il primo ingaggio professionale nella band di un cantante soul di nome Richard Henry.
Nel 1966 sostenne un provino con i Soul System di Richard Shirman e, benché presentatosi come trombettista, finì per diventarne il chitarrista; subito dopo, su idea del manager Don Arden la band cambiò nome in The Attack ed entrò nel novero dei vari gruppi di freakbeat del periodo. Con lo pseudonimo «David John» il chitarrista suonò su tre dei quattro 45 giri di The Attack, tutti del 1967, tra cui Hi-Ho Silver Lining – poi entrato in classifica nella versione di Jeff Beck – del cui lato B Any More than I Do era anche coautore. Il disc jockey radiofonico John Peel trasmise regolarmente proprio Any More than I Do nel suo programma The Perfumed Garden, in onda dall'emittente pirata Radio London, fruttando così al brano anche una recensione positiva sul settimanale musicale Melody Maker, a cura di Chris Welch.
Nel maggio 1967 fu avvicinato contemporaneamente da John Mayall, che lo voleva in tournée con i Bluesbreakers, e dall'organista Keith Emerson che stava formando una band per accompagnare dal vivo la cantante di soul statunitense P. P. Arnold; il chitarrista accettò quest'ultima offerta, pervenutagli proprio grazie a Chris Welch, motivando in seguito la scelta con il fatto che gli avrebbe consentito di suonare anche musica propria: l'accordo con P. P. Arnold prevedeva infatti la prima metà del concerto riservata al solo gruppo; quest'ultimo prese il nome The Nice e dopo soli tre mesi si sganciò dalla cantante firmando per la Immediate Records di Andrew Loog Oldham, già manager di The Rolling Stones oltre che della stessa Arnold.
Con The Nice, nell'arco di quindici mesi, oltre a svolgere un'attività concertistica quasi incessante tra Europa e Stati Uniti e a partecipare a varie sessioni radiofoniche per la BBC, O'List incise l'album The Thoughts of Emerlist Davjack, più una rilettura strumentale del brano America dal musical West Side Story di Leonard Bernstein che, pubblicata come 45 giri nel giugno del 1968, ottenne un discreto successo sia nel Regno Unito che in Europa, divenendo fra i brani più noti del gruppo; durante una tournée collettiva alla quale The Nice presero parte alla fine del 1967, suonò in una sola occasione anche con i Pink Floyd al posto del chitarrista e cantante Syd Barrett, quel giorno assente imprevisto per incipienti disturbi psichici. Nell'ottobre 1968 O'List fu cacciato dal gruppo poiché, a giudizio dei colleghi, reso eccessivamente inaffidabile dall'assunzione di stupefacenti.
Subito dopo il licenziamento, come egli stesso raccontò, affrontò una grave depressione che lo costrinse anche a ripetuti ricoveri in ospedale; in quel periodo svolse lavori occasionali in bar, ristoranti e in fabbrica, alternandoli a collaborazioni musicali sporadiche: nel 1968 provò per una sola settimana con i Jethro Tull come candidato a rimpiazzare Mick Abrahams e nel 1971-72 fece parte della primissima formazione dei Roxy Music; questi ultimi, avendo il chitarrista disertato una prova a seguito di un alterco con Paul Thompson avvenuto negli uffici della E.G. Records, lo sostituirono poi con Phil Manzanera.
Nel 1974 O'List suonò su Another Time, Another Place, secondo album da solista di Bryan Ferry, e nel 1976 in un solo brano del successivo Let's Stick Together; nel frattempo si unì al gruppo di glam rock dei Jet che nel maggio 1975 pubblicò l'album omonimo per poi sciogliersi l'anno seguente. Negli anni ottanta, incise il singolo Fallout Love (1982) e un album di dance elettronica a nome FAX (1987), scritto e realizzato in collaborazione con sua moglie Satu Redmond.
Dopo lunga assenza dalle scene, nel 1997 pubblicò a proprio nome il CD Flight of the Eagle, riedizione di FAX con l'aggiunta di quattro nuove tracce; nel 2015 si riaffacciò sul mercato con l'album di inediti Second Thoughts e tornò anche a esibirsi dal vivo. A novembre 2018 si riunì con The Attack per un solo concerto in occasione del festival HRH Prog VII. Nel maggio del 2019 la sua pagina web annunciò un nuovo lavoro dal titolo: The Future Is Wild per il 2020 e concerti promozionali a ottobre di quell'anno. Col sopraggiungere della pandemia di COVID-19, sia l'album che i live furono dapprima rinviati al 2021 dopodiché, salvo un tweet di gennaio 2022 che posticipava genericamente la scadenza, il chitarrista praticamente non diede più notizie di sé per altri due anni.

## Discografia
Con: The Attack
- 1967 – Try It / We Don't Know (singolo)
- 1967 – Hi-Ho Silver Lining / Anymore Than I Do (singolo)
- 1967 – Created By Clive / Colour Of My Mind (singolo)

Con: The Nice
- 1968 – The Thoughts of Emerlist Davjack
- 1968 – The Thoughts of Emerlist Davjack / Azrial (Angel of Death) (singolo)
- 1968 – America (2nd Amendment) / The Diamond Hard Blue Apples of the Moon (singolo)
- 1972 – Autumn '67 - Spring '68 (raccolta postuma)
- 2001 – The Swedish Radio Sessions (postumo, dal vivo)
- 2002 – BBC Sessions (raccolta postuma)

Con: Jet
- 1975 – Jet

Ospite
- 1974 – Bryan Ferry – Another Time, Another Place
- 1976 – Bryan Ferry – Let's Stick Together (brano: Chance Meeting)

Solista
- 1982 – Fallout Love / Talking Pictures (singolo)
- 1987 – FAX (con Satu Redmond)
- 1997 – Flight of the Eagle
- 2015 – Second Thoughts